# 시돈
시돈(Sidon) 또는 사이다(/ˈsaɪdə, ˈsɑːɪdə/, 아랍어: صيدا, Ṣaydā, 페니키아어: , Ṣydwn, 그리스어: Σιδών, 라틴어: Sidon, 히브리어: צידון, Ṣīḏōn, 튀르키예어: Sayda)는 레바논 남부 지중해 연안에 위치한 도시이다. 레바논에서 세 번째로 큰 도시이며, 남부주의 주도이기도 하다. 티레에서 북쪽으로 약 40km, 베이루트에서 남쪽으로 약 45km 떨어진 곳에 있다. 시돈의 인구는 약 8만 명이며, 도시권 인구는 25만 명이 넘는다.

## 어원
| I10 · Z4 | D46 · V1 | N35 · G1 | T14 | N25 |

| I10 · Z4 | D46 · V1 | N35 · G1 | T14 | N25 |

| I10 · D46 | D46 · V1 | N35 · G1 | T14 | N25 · O49 |

| I10 · D46 | D46 · V1 | N35 · G1 | T14 | N25 · O49 |

페니키아어 이름인 Ṣīdūn(𐤑𐤃𐤍, ṢDN)은 아마도 "어장" 또는 "어촌"을 의미했을 것이다. 아나스타시 파피루스 1권에는 ḏjdwnꜣ로 언급되어 있다. 구약성경에는 Ṣīḏōn(히브리어: צִידוֹן)으로, 고전 시리아어로는 Ṣidon(ܨܝܕܘܢ)으로 나타난다. 이는 그리스화되어 Sidṓn(고대 그리스어: Σιδών)이 되었고, 라틴화되어 Sidon이 되었으며, 이 형태로 영어에 유입되었다. 이 이름은 고전 아랍어에서는 Ṣaydūn(صَيْدونْ)으로, 현대 표준 아랍어에서는 Ṣaydā(صَيْدَا)로 나타난다.
고대 로마 콜로니아로서, 이 도시는 엘라가발루스 황제를 기리기 위해 콜로니아 아우렐리아 피아 시돈이라는 공식 이름으로 재건되었다.
십자군 시대에는 라틴어로 사기투스로, 고대 프랑스어로는 사에트, 사에트 또는 사제트로 알려졌다.
창세기에서 시돈은 노아의 아들인 함의 아들 가나안의 맏아들로 기록되어 있다.

## 역사
시돈은 페니키아의 주요 도시 국가 중 하나로 번성했으며, 아마도 가장 오래된 도시였을 것이다. 시돈과 다른 항구들에서 거대한 지중해 상업 제국이 세워졌다. 호메로스는 시돈 장인들의 유리와 자주색 염료 생산 기술, 그리고 여인들의 자수 기술을 칭찬했다. 또한 이곳에서 티레를 세우기 위한 식민 개척단이 출발했다. 티레도 거대한 도시로 성장하여, 이후 두 도시 간에 경쟁이 벌어졌으며, 각자 페니키아의 "모도(母都)"임을 주장했다.
기원전 19세기에서 기원전 18세기경 고대 이집트 왕조의 지배 하에 전성기를 맞이했다.
기원전 5세기에 페니키아인들이 세운 에슈문 신전 유적이 있다. 이 유적의 띠 모양 조각에는 술에 취한 남자들의 모습, 얇은 옷을 입은 신들의 모습이 생생하게 그려져 있으며, 페니키아 시대 사람들의 생활상을 알 수 있다. 알렉산드로스 대왕의 석관과 다른 왕의 석관에 있는 조각은 모두 시돈에서 발견된 것이다.
고대에는 시돈이 본토 곶에 자리 잡고 두 개의 항구를 자랑하며 중요한 페니키아 도시로 명성을 떨쳤다. 고대 역사 내내 시돈은 아시리아인, 바빌로니아인, 이집트인, 페르시아인, 그리스인, 그리고 최종적으로 로마인 등 많은 정복자들을 겪었다. 페르시아 통치 하에서는 티레를 능가하여 페니키아의 최고 도시가 되었다. 신약 시대에는 헤로데 1세가 시돈을 방문했다. 예수와 사도 바울도 이곳을 방문했다고 전해진다(아래 성경 속 시돈 참조). 이 도시는 결국 아랍인들에게 정복당했고, 그 후 오스만 튀르크에게 정복당했다.

### 선사 시대
시돈은 선사 시대 초기부터 사람이 살았던 곳이다. 시돈 II 고고학 유적지에서는 아슐 문화 시대로 거슬러 올라가는 석기 유물군이 발견되었으며, 시돈 III 유적지에서는 신석기 시대 후기 유물군이 도예 발명 직전 시기로 추정된다.

### 중기 청동기 시대

#### 중기 청동기 IIA 시대
중기 청동기 IIA 시대 후기, 시돈 4단계는 이집트(12왕조 말기, 13왕조 초기)와 무역하는 중요한 항구가 되었다.

### 후기 청동기 시대

#### 후기 청동기 II 시대
아마르나 시대. 기원전 1350년경 시돈은 이집트 제국의 일부였으며, 시돈의 짐레다가 통치했다. 아마르나 시대 동안 이집트는 쇠퇴기에 접어들어, 레반트 지역에서 봉기와 혼란이 발생했다. 남쪽의 티레의 아비밀쿠와 북쪽의 비블로스의 립하다를 중심으로 레바논 해안 도시 국가들 사이에 지배권을 놓고 경쟁이 벌어졌다. 비블로스는 레바논 해안에서 지배적인 도시로서 크게 약화되었다. 더 북쪽에서는 아카르 평원이 반란을 일으켜 히타이트의 지원을 받아 아무루 왕국이 되었다. 이집트의 동맹국이었던 미탄니는 시리아를 지배했지만, 이제 히타이트의 수필룰리우마 1세의 군사 작전으로 인해 무너졌다. 투탕카멘과 그의 장군 호렘헤브는 남부 레반트에 대한 이집트의 통제권을 유지하기 위해 노력했으며, 히타이트는 북부 지역의 종주국이 되었다.
시돈 페니키아어를 기록한 가장 오래된 증거는 이 시대에 나온 것이다. 신명기 3장 9절은 다음과 같이 기록하고 있다: "시돈 사람들은 헤르몬을 시리온이라고 불렀다". 즉, 헤르몬산은 시돈어(페니키아어)에서 "시리온"이라고 불렸다.

### 철기 시대

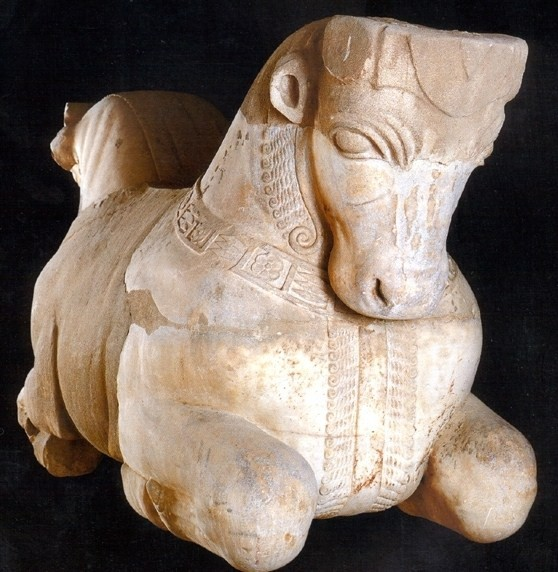
시돈에서 발견된 페르시아 양식 황소 프로토메는 아케메네스의 통치와 영향을 증명한다. 대리석, 기원전 5세기

시돈은 페니키아에서 가장 중요한 도시 중 하나였으며, 가장 오래된 도시였을 수도 있다. 이곳과 다른 항구들에서 거대한 지중해 상업 제국이 세워졌다. 호메로스는 장인들의 유리, 자주색 염료 생산 기술, 그리고 여인들의 자수 기술을 칭찬했다. 또한 이곳에서 식민 개척단이 티레를 세우러 갔다. 티레 또한 큰 도시로 성장했으며, 그 후 몇 년 동안 두 도시 간에 경쟁이 벌어졌고, 각 도시가 페니키아의 모도('어머니 도시')임을 주장했다.
페니키아 시대 동안 시돈은 유리 제조와 자주색 염료 생산이라는 두 가지 중요한 산업을 통해 번성했다. 도시의 유리 생산은 광범위한 규모로 이루어졌으며, 자주색 염료 제조 또한 거의 비슷한 중요성을 가졌다. 시돈의 자주색 염료 생산 규모는 남부 항구 근처에서 발견된 상당한 양의 폐기된 무렉스 트룬쿨루스 조개껍질 더미를 통해 분명히 드러났다. 이 조개껍질은 깨뜨려서 자주색 염료를 얻을 수 있다. 당시 이 색소는 너무 희귀하여 왕족의 상징이 되었다.
서기 1855년에 에슈문아자르 2세 왕의 석관이 발견되었다. 뚜껑에 새겨진 페니키아 비문에 따르면, 그는 아마도 기원전 5세기의 "시돈 왕"이었으며, 그의 어머니는 "시돈 사람들의 여신"인 아스타르트의 여사제였다. 이 비문에는 에슈문과 바알 시돈 '시돈의 군주'(동일인물일 수도 아닐 수도 있음)가 시돈 사람들의 주신으로 언급되어 있다. 아스타르트는 '아스타르트 셈 바알', 즉 '주님의 이름인 아스타르트'라는 칭호를 받는데, 이 칭호는 우가리트어 문헌에서도 발견된다.
네부카드네자르 2세는 이 도시를 신바빌로니아 제국의 일부로 편입시켰다. 시돈 해군은 기원전 480년 살라미스 해전에서 페르시아 함대와 함께 그리스에 맞서 중요한 역할을 했다. 기원전 5세기 중반부터 군함은 도시 주화의 두드러진 특징이 되었다. 페르시아 시대 말인 기원전 351년, 페니키아는 아르타크세르크세스 3세의 침공을 받았다.

### 페르시아 및 헬레니즘 시대

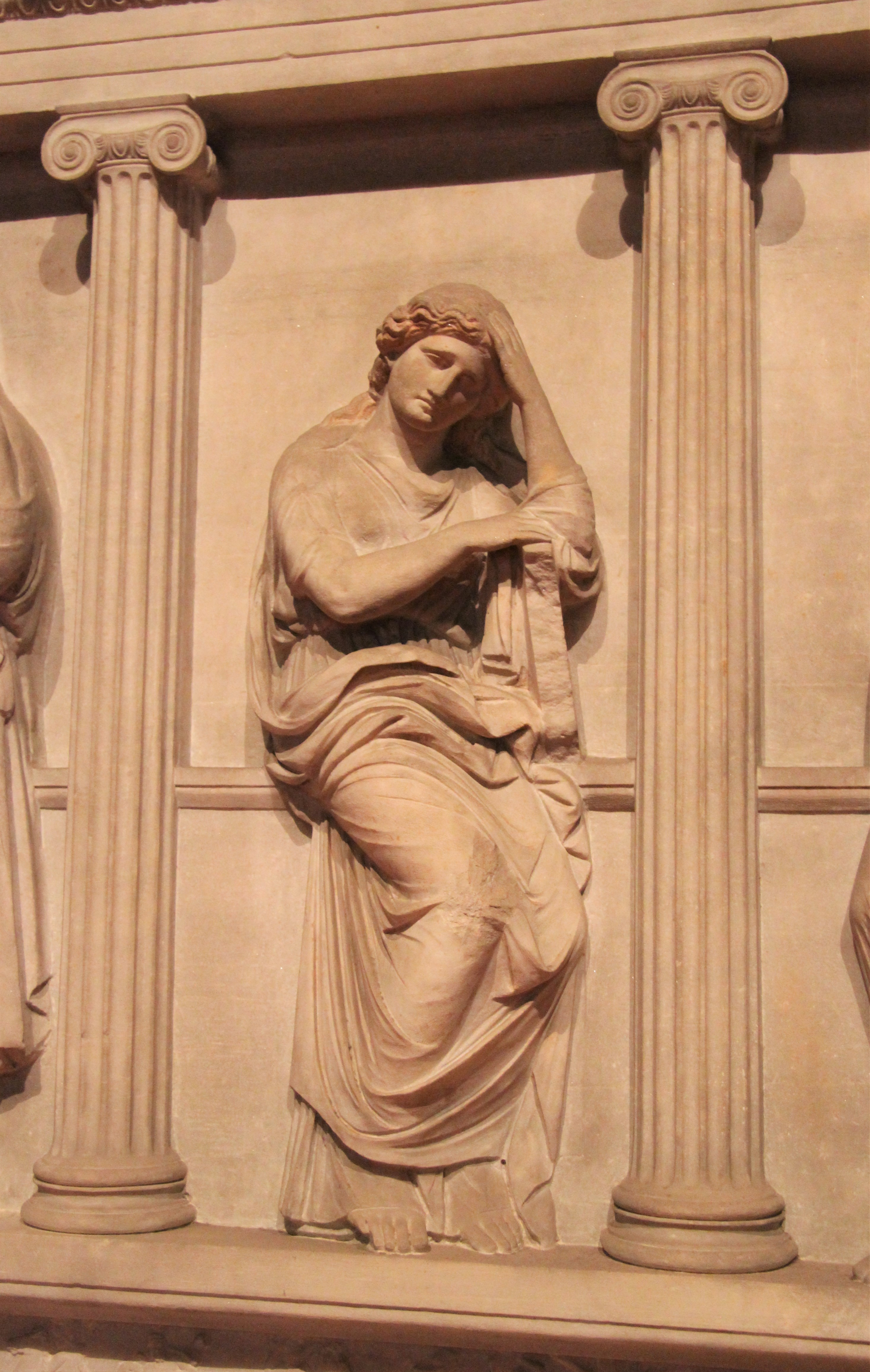
시돈 헬레니즘 네크로폴리스에서 발굴된 애도하는 여인들의 무덤, 현재 이스탄불 고고학 박물관 소장

다른 페니키아 도시 국가들처럼 시돈은 연이은 정복자들로 인해 고통받았는데, 처음에는 기원전 6세기 아케메네스 제국에 의해, 마지막으로는 기원전 333년 알렉산드로스 대왕에 의해 점령되어 시돈 역사에 헬레니즘 시대가 시작되었다. 페르시아의 영향은 도시 건축 양식의 변화에서 볼 수 있듯이 심오했던 것으로 보인다.
이집트 정복을 지원한 대가로 페르시아의 캄비세스 2세는 시돈에 도르, 야파, 샤론 평야 영토를 수여했다.
알렉산드로스 대왕의 디아도코이 또는 후계자들 하에서, 시돈은 상대적인 자율을 누렸고, 이 지역의 위대한 운동선수들이 참여하는 경기와 대회를 조직했다. 헬레니즘 시대의 시돈 왕실 묘지에서는 알렉산드로스 석관 (아마도 압달로니모스 왕의 무덤이지 알렉산드로스의 무덤은 아닐 것이다), 리키아 무덤, 울부짖는 여인들의 석관 등 중요한 유물들이 발견되었는데, 이들은 현재 이스탄불 고고학 박물관에 전시되어 있다.

### 로마 시대
시돈이 로마의 지배를 받게 되었을 때에도, 독자적인 은화를 계속 주조했다. 유대 왕국의 헤로데 1세가 이 도시를 아름답게 꾸몄는데, 극장을 지었다. 제1차 유대-로마 전쟁 시기에는 시돈에 충분한 유대인이 거주하여, 66년에 그리스-시리아 도시들에서 발생한 유대인 학살 중에도 현지 이교도들이 이들을 공격하기를 주저했다고 플라비우스 요세푸스가 기록했다.

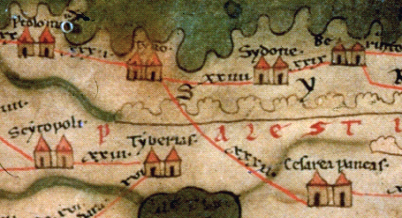
포이팅거 지도에 나타난 로마 제국 내의 티레와 시돈 위치

로마인들은 이 도시에 극장과 다른 주요 기념물들을 건설했으며, 지하 미트라에움이 발견되었다. 엘라가발루스의 통치 시기에는 이곳에 로마 식민지가 건설되었다. 서기 4세기경에 쓰인 그리스어 농담집 필로겔로스에는 시돈 사람들에 대한 일련의 농담이 나오는데, 이들은 지능이 낮고 문자 그대로 해석하는 성격으로 고정관념화되어 있다. 동로마 제국 시대인 서기 551년 대지진으로 페니키아의 대부분 도시들이 파괴되자, 베리투스 법학 학교는 시돈으로 피난했다. 이 도시는 다음 세기 동안 조용히 이어지다가 636년 이슬람의 레반트 정복으로 이어졌다.

### 십자군-아이유브 시대

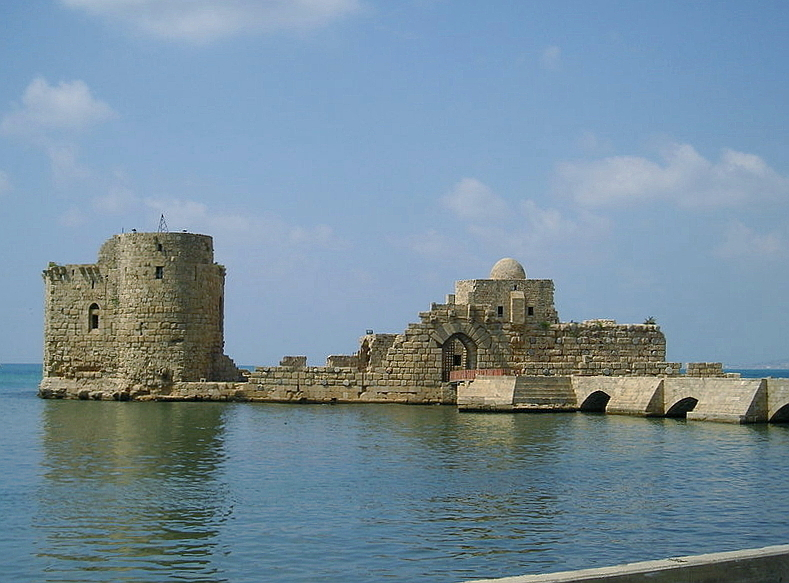
시돈 해상 성채, 십자군이 서기 1228년에 건설

1110년 12월 4일 시돈은 제1차 십자군 이후 10년 만에 예루살렘의 보두앵 1세와 노르웨이의 시구르 1세에 의해 시돈 공성전 이후 점령되었다. 그 후 시돈은 예루살렘 왕국의 중요한 봉토인 시돈 영주령의 중심지가 되었다. 살라딘은 1187년에 십자군으로부터 이곳을 탈환했지만, 독일 십자군이 1197년에 다시 기독교의 통제하에 두었다. 이곳은 1249년 아이유브 술탄국에 의해 파괴될 때까지 중요한 십자군 거점이었다. 1260년에는 키트부카가 이끄는 몽골인에 의해 다시 파괴되었다. 원래 성벽의 잔해는 여전히 남아있다.
12세기 동안 투델라의 벤야민은 시돈에 약 20명의 유대인, 어쩌면 유대인 가족들이 살았으며, 그 도시를 "큰 도시"라고 묘사했다.

### 오스만 제국 시대
16세기 초 시돈이 오스만 제국의 지배를 받게 된 후, 시돈 에얄레트(주)의 수도가 되어 상업적으로 중요한 도시로 다시 부상했다. 1521년, 모세 벤 모르드개이 바솔라는 시돈을 방문했을 때 약 20가구의 무스타라비 유대인들을 만났다.
18세기 동안, 이 도시는 하무드 가문이 지배했는데, 이들은 이 지역의 면화 생산 및 수출을 독점하고 도시에 수많은 궁전과 공공 시설을 건설했다. 하무드 가문은 또한 다양한 오스만 종교 재단의 정부 관세원 및 세금 징수원으로 일했다.
이집트-오스만 전쟁 동안, 시돈은 오스만령 시리아의 많은 지역처럼 무함마드 알리 군대에 의해 점령되었다. 그의 야망은 오스만 제국을 지지하는 대영 제국에 의해 반대되었다. 영국 제독 찰스 네이피어는 영국, 튀르키예, 오스트리아 선박으로 구성된 혼합 함대를 지휘하여 1840년 9월 26일 시돈을 포격하고 상륙했다. 시돈은 이틀 만에 항복했고, 영국군은 아크레로 진격했다. 이 작전은 두 왕립 해군 함선에 시돈이라는 이름이 붙여진 것으로 기념되었다.
19세기에 시돈의 유대인 공동체는 큰 변화를 겪었다. 1830년경, 주로 아랍어를 사용하는 상인들로 구성된 약 25가구의 공동체는 유대인과 비슷한 관습을 가지고 있었다. 1850년부터 드루즈-마론파 간의 긴장 고조와 그로 인한 1860년 전쟁으로 인해, 베이루트 위의 슈프 산맥에 처음 정착했던 마그레브 유대인들이 시돈과 베이루트로 이주하면서 공동체가 성장했다. 산간 지역 전통에 뿌리를 둔 이들은 시돈 외곽에서 감귤류 재배를 도입했고, 확장되는 공동체의 필요를 충족시키기 위해 1860년에 새로운 시나고그를 건설했다.
1887년부터 시돈 왕실 묘지는 오스만 제국에 의해 광범위하게 발굴되었고, 그 보물들(예: 알렉산드로스 석관)은 이스탄불로 옮겨졌다. 1900년 시돈은 인구 1만 명의 작은 어촌이었다.

### 제1차 세계 대전 이후

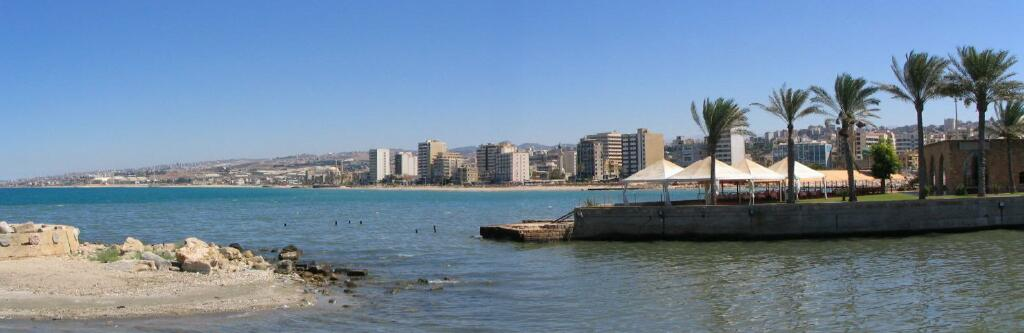
지중해 연안의 시돈

제1차 세계 대전 이후, 시돈은 프랑스령 레바논의 위임통치령의 일부가 되었다. 제2차 세계 대전 동안 이 도시는 레바논의 다른 지역과 함께 영국군에 의해 비시 프랑스군에 맞서 점령되었고, 전쟁 후 독립 레바논의 주요 도시가 되었다. 1948년 팔레스타인인의 추방과 도피 이후, 팔레스타인인 난민들은 다른 레바논 도시들처럼 시돈에 도착하여 아인 알힐웨와 미에 미에의 대규모 난민 캠프에 정착했다. 처음에는 이들이 거대한 텐트 줄로 구성되었으나, 점차 주택이 건설되었다. 난민 캠프는 사실상 시돈의 이웃 지역을 구성했지만, 일종의 고립 지역으로 만드는 별도의 법적, 정치적 지위를 가졌다. 동시에 도시에 남아있던 유대인들은 도피했고, 유대인 묘지는 해안 침식으로 위협받으며 황폐해졌다.
레바논 내전 때에는 수도 베이루트 뿐만 아니라 이스라엘군의 공격에 노출되어 도시는 폐허가 되었다. 내전 종결 후 급속히 부흥하여 베이루트, 트리폴리와 함께 사이다 시립경기장을 대회장으로 2000년 AFC 아시안컵을 개최하였고, 그 이름이 알려졌다. 총리를 지낸 라피크 하리리의 출생지이기도 하다.
부활 주일인 1981년 4월 19일, 남레바논군의 장거리 포격이 시돈 시내 중심부를 무차별적으로 포격하여 최소 16명이 사망했다. 이는 바시르 제마옐이 자흘레 주변의 레바논군 진지에 대한 시리아군의 지속적인 공격과 관련하여 요청한 것에 대한 대응이라고 보고되었다. 이스라엘은 개입을 부인했다. 1982년 이스라엘의 갈릴리 평화 작전 레바논 침공 이후 시돈은 이스라엘군에 의해 거의 2년 반 동안 점령되었다.
1997년 8월 18일, 제진 근처에서 발생한 도로변 폭탄 테러로 남레바논군 지도자 가족의 십대 두 명이 사망한 후, 남레바논군 포병대가 시돈을 포격하여 민간인 7명이 사망하고 35명이 부상당했다. 헤즈볼라는 다음 날 보안 구역과 북부 이스라엘에 60~80발의 로켓을 발사하며 대응했다. 유니필 관측자들에 따르면 미사일은 사람이 살지 않는 지역을 겨냥한 것으로 보였다. 시돈에 대한 공격은 헤즈볼라와 아말 간의 휴전 및 두 단체와 레바논군 간의 협력 증진으로 이어졌다고 평가된다. 이는 다음 달 안사리야 매복 공격에서 분명히 드러났다.
1999년 6월 8일, 두 명의 무장 괴한이 시돈의 주요 법원인 팔레 드 주스티스에 침입하여 치안 판사 세 명과 수석 검사 한 명을 살해했다. 공격자들은 도주했다. 어떤 단체도 책임을 주장하지 않았지만, 수피 알 아흐바시 운동 지도자 살해 및 트리폴리 무프티 암살 미수 혐의로 궐석 재판에서 사형 선고를 받은 지도자가 있는 우스바트 알 안사르에 의혹이 집중되었다. 그는 아인 알힐웨 난민 캠프에 숨어 있는 것으로 추정되었다.
2000년 연구에 따르면 도시 인구는 65,000명, 도시권 인구는 약 200,000명이었다. 도시 주변의 적은 평지는 밀, 채소, 과일, 특히 감귤류와 바나나 재배에 사용된다. 도시는 새로 개장한 어시장에서 매일 아침 경매로 신선한 생선을 판매하며 어업이 활발하게 이루어지고 있다. 옛 분지는 어항으로 바뀌었고, 작은 상업 선박을 받을 수 있는 작은 부두가 건설되었다(아래 "구시가지" 및 "건축 및 경관" 섹션 참조).
사이다 시립경기장은 2000년 2000년 AFC 아시안컵 대회를 위해 개장했다.

## 정치

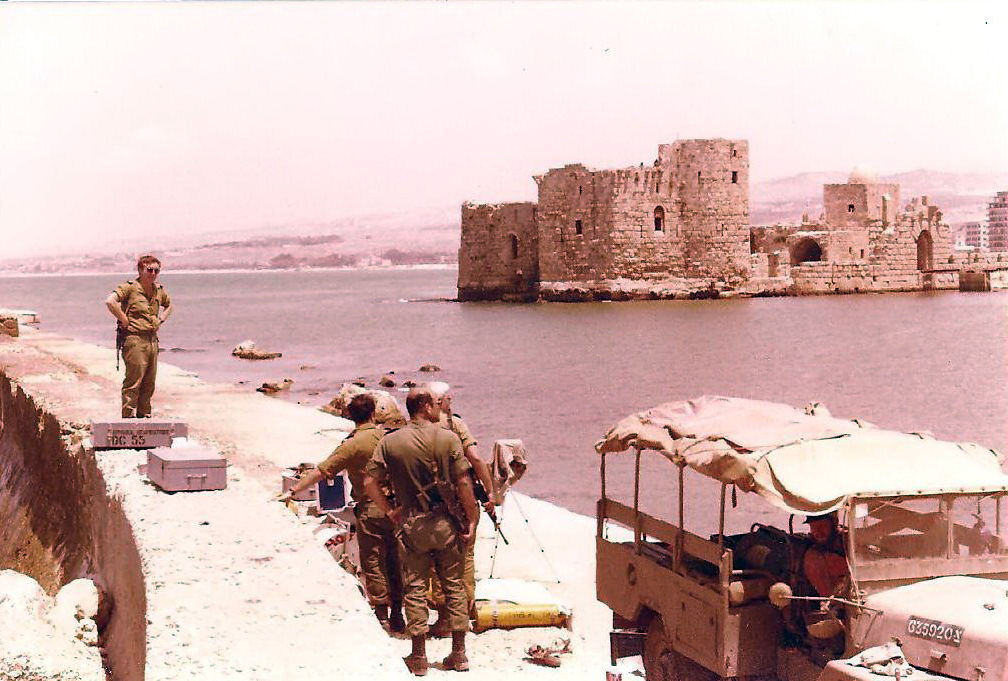
1982년 6월 시돈 항구의 이스라엘 군인들

이러한 종파적, 인구통계학적 분열은 레바논 내전 동안 수니파 무슬림과 기독교인 간의 무력 충돌로 표면화되었다. 충돌은 기독교 전선의 항복으로 끝났고, 기독교인들은 동베이루트로 이주해야 했다. 1990년 전쟁이 끝난 후 일부 기독교인들은 점차 고향으로 돌아왔지만, 2000년에는 많은 사람들이 이스라엘로 피난했다. 20세기 시돈의 지역 정치는 1980년대까지 주로 엘비즈리와 사아드 두 주요 가문을 중심으로 한 충성심에 의해 지배되었다. 엘비즈리 가문 정치인들은 사업적 연결, 저명한 레바논 및 레반트 지도자들과의 긴밀한 유대, 그리고 레바논 국가의 정부 장관, 관리, 시장으로서의 봉사에 전념하는 것으로 알려져 있었다. 사아드 가문 정치인들은 대중주의적 성향을 보였으며, 1940년대, 1950년대, 그리고 레바논 내전 동안 나세르주의자(레바논의 나세르의 대중주의 추종자)로서 폭력 시위에 참여했다.
이 두 가문 간의 지역 정치적 갈등은 항상 우호적인 수단과 친족 관계를 통해 해결되었다. 도시의 정치적 측면에 대한 그들의 장악력은 시칠리아의 지중해 가문들이나 전통주의적인 아랍 가문, 씨족, 부족의 유대에 영향을 받은 것과 유사했다. 20세기 전반의 엘비즈리 가문에서 가장 주목할 만한 인물은 아흐마드 엘비즈리(1899년 출생), 살라흐 엘비즈리, 아이제딘 엘비즈리(흔히 아이조로 알려짐), 안와르 엘비즈리(1910년 출생)였다. 이 네 형제는 오스만 시대부터 전해 내려오는 전통적인 통치 형태를 사용하여 1940년대 후반까지 도시의 정치 생활을 지배했던 사업가이자 정치인이었다. 그들은 지능과 힘으로 50년 이상 권력을 유지했다. 마루프 사아드가 공직 생활을 시작한 것도 그들의 계보에서 나왔으며, 그들의 가까운 사촌인 나지흐 엘비즈리, 아민 엘비즈리, 푸아드 엘비즈리가 레바논의 다음 세대 정치인 및 국무위원으로 성장하여 장관 및 국회의원 직책을 맡았다.
엘비즈리와 사아드 가문의 정치적 실천은 사회 정의와 공공 업무에 대한 지역 봉사에 중점을 두었다. 엘비즈리 가문은 오스만 통치 시대부터 국가 봉사에 전념했으며, 이는 독립 이후 레바논의 연속적인 정부에 대한 충성과 지지로 이어졌다. 그들은 또한 리아드 솔흐, 타키에딘 엘 솔흐, 라시드 솔흐와 같은 시돈 출신 저명한 정치인 및 국무총리를 도왔으며, 2014년부터 2016년까지 총리를 역임한 타맘 살람의 아버지인 전 총리 사이브 살람에게도 지지를 보냈다. 엘비즈리 가문의 존재는 때때로 지역 사회에서 위협적이었지만, 그들은 선의와 품위 있는 공공 봉사로도 알려져 있었다.
사아드 가문은 1950년대에 나세르주의와 연계되었고, 1958년 레바논 대통령 카밀 샤문 정부에 대항하는 봉기와 무장 시위에 참여했다. 그들은 또한 팔레스타인 해방 기구와 연계된 레바논 좌파 정치(알-하라카 알-와타니야)의 일환으로 내전에 참여했으며, 1982년 이후 이스라엘 점령에 저항하는 데 적극적으로 기여했다. 사아드 가문은 정치에서 대중주의적 성향을 유지하고 풀뿌리에 집중한 반면, 엘비즈리 가문은 일반적으로 중상층에 어필했다. 1980년대 중반, 하리리 가문은 두각을 나타내기 시작하여 정치적, 재정적으로 시돈에서 가장 영향력 있는 가문이 되었지만, 지역 정치에서 사아드와 엘비즈리 가문의 가시성과 활동 수준은 여전히 중요하게 유지되었다. 사아드 가문은 엘비즈리 가문의 영향권 내에서 독자적인 정치를 발전시켰고, 1948년 이후, 그리고 1958년, 내전, 그리고 오늘날까지 강력하게 자체적인 세력이 되었다.
가문의 지도자이자 지역 유력 정치인이었던 마루프 사아드는 1975년 레바논 내전 전야에 암살되었다. 사아드 가문은 20세기 중반부터 대중주의와 풀뿌리적 매력을 유지하며 충성스러운 지지층을 끌어모았다. 엘비즈리 가문은 아랍 민족주의에서 레반트적 성향을 보였고(즉, 지역 정치에서 주로 빌라드 알샴에 집중), 솔흐 가문도 이들과 유사한 반면, 사아드 가문은 더 넓은 범아랍주의(나세르주의, 리비아, 그리고 시리아)에 기울어졌다. 하리리 가문은 1980년대에 정치적, 경제적으로 부상하기 시작하여, 1990년대 중반에는 다양한 경제 계층을 아우르는 대규모 정당(미래 운동)을 통해 현대적인 정치 활동 방식을 따르며 레바논에서 가장 영향력 있는 가문이 되었다.

## 지역 저개발이 시돈에 미치는 영향
2013년 유엔개발계획(UNDP) 보고서에 따르면 "특히 베이루트, 트리폴리, 사이다와 같은 레바논 주요 도시 교외 지역에서 도시 빈곤이 증가하고 있으며, 이는 빈곤으로 인한 증상(아동 노동, 과밀, 환경 악화)으로 나타난다"고 밝혔다. 또 다른 UNDP 보고서에서 저자는 레바논의 다른 지역(북부, 남부, 베카)에 비해 베이루트의 개발 우위는 19세기 초부터 시작된 잘 알려진 불균형이라고 주장한다. 1870년대 베이루트의 확장은 미래 수도의 도시 성장이 트리폴리와 사이다를 능가하게 만들었다. 교통 경로, 선교 학교, 대학 및 병원, 베이루트 항구 개발 및 비단 무역은 베이루트가 지중해 교역의 주요 무역 중심지로 강화되는 데 기여했다(ARNAUD 1993; LABAKI 1999: 23). 그러나 1920년 프랑스 위임통치 하에 대레바논이 설립되면서, 레바논 산악 지역의 비교적 부유한 도시에 북부(아카르), 베카(바알바크-헤르멜), 남부(자발 아아멜)의 가난한 지역이 추가되었다. 이러한 추가는 레바논을 불균등하게 개발된 지역들로 구성된 국가로 만들었다. 이러한 유산은 사회적, 문화적, 경제적, 정치적으로 무거운 짐으로 남아 있다. 젊은 레바논 국가가 고안한 공공 정책이 지역적 관점을 가지려고 노력했음에도 불구하고, 초기 도시 계획은 베이루트와 그 교외 지역에만 초점을 맞춘 개발 접근 방식을 보여준다.
하리리 정부(1992-1998)가 추진한 전후 개발 정책은 균형 발전에 중점을 두었으며, 1943년 협약과 1989년 타이에프 협약에 크게 영향을 받았다(LABAKI1993: 104). 그러나 이 정책의 적용은 주로 도로 및 인프라(전기, 전화, 하수도)의 재건 및 건설에 초점을 맞추고 있다. 또 다른 요소는 정부 건물(공항, 항만, 학교, 대학 및 병원)의 재건이다. 교통 프로젝트(주로 해안선에 집중)는 CDR이 개발한 10년 경제 계획 예산의 25%를 차지한다(BAALBAKI 1994: 90). 그러나 이 모든 프로젝트는 지역을 무시하고 베이루트 주변에만 주로 집중되어 있다.

### 이전 마카브(쓰레기 매립지) 및 처리 시설
도시의 남쪽 입구 근처에는 한때 주민들이 마카브라고 불렀던 '쓰레기 산'이 있었다. 즉, 4층 건물 높이에 달하는 60만 입방미터의 쓰레기 더미였다. 이는 원래 1982년 침공 시 이스라엘의 공습으로 파괴된 건물의 잔해를 처리하기 위해 만들어졌지만, 이후 도시의 주요 쓰레기 매립지가 되었다. 바다에서 솟아나면서 의료 폐기물과 비닐봉투가 인근 어장을 오염시키는 환경적 위험이 되었다.
하리리 가문을 포함한 시돈의 정치인들은 수십 년 동안 마카브 위기를 해결하지 못했는데, 이는 주민들의 건강을 위협했다(특히 간헐적인 연소 시). 2004년, 시돈 출신 엔지니어 함지 모그라비는 수십 년간 지속된 도시의 만성 폐기물 문제 해결을 위한 처리 시설을 설립하겠다는 아이디어를 구상했다. 그는 개인 자금으로 IBC 엔비로를 설립했고, 처리 시설은 2013년에 가동되었다.
환경부는 5만 달러가 넘는 비용을 들여 전체 지역을 청소하고 매립지를 다른 지역의 쓰레기 더미와 함께 녹지 공간으로 바꾸는 계획을 내놓았다. 시돈의 캄라 해변은 해상 성채와 가까운 해안으로, 2011년 5월 대규모 시립 청소 작업을 거쳤는데, 이는 마카브에서 밀려오는 쓰레기의 쉬운 표적이 되었기 때문이다. 이러한 계획들은 도시 해안의 옛 영광을 되살리고 이전에 시돈 바다에서 수영을 피했던 관광객들을 유치하는 것을 목표로 한다. 쓰레기 매립지 지역을 청소하는 프로젝트는 이미 시작되었으며, 현재 방파제가 건설 중이고, 쓰레기 매립지의 대부분이 제거되고 있다.

## 지방 정부
시돈 시는 시돈 시정부가 운영한다. 시정부는 시장과 부시장을 포함한 21명의 위원으로 구성된 협의회로 이루어져 있다. 행정 및 재정적 독립성을 가지고 있지만, 중앙 정부, 특히 내무부의 통제와 감독을 받는다. 시정부의 관할 구역은 면적 786헥타르, 해발 5미터 지역으로 제한되며, 각 도시 외곽 지역은 자체 독립적인 시의회가 관리한다. 시돈은 남부 레바논 주의 중심지이며, 남부 레바논 주지사의 청사를 두고 있다. 이 도시는 또한 시돈 지구와 시돈 및 자흐라니 지방자치단체 연합(1978년 설립, 15개 지방자치단체 포함)의 중심지이기도 하다. 시돈은 레바논 중앙은행, 레바논 전력공사, 중앙 통신국 등 여러 정부 시설의 남부 지역 본부를 유치하고 있다. 또한 동부 대로의 새 청사에 남부 레바논 법원도 위치해 있다(이전 청사는 구 오스만 사라이였으며, 현재는 LSF가 사용 중이고 시정부가 문화 센터로 전환할 계획이다).
2000년과 2005년 의회 선거에서 시돈 지구는 티레 지구와 빈트 지베일 지구와 함께 남부 레바논의 첫 번째 선거구를 형성했다. 그러나 2009년 선거에서는 1960년 선거법이 재활성화되면서 시돈 시는 자체 선거구를 형성하기 위해 지구에서 분리되었다.

## 인구 통계
| 시돈의 종교 (2014) | 시돈의 종교 (2014) | 시돈의 종교 (2014) | 시돈의 종교 (2014) | 시돈의 종교 (2014) |
| ------------------ | ------------------ | ------------------ | ------------------ | ------------------ |
| 종교               |                    |                    | 비율               |                    |
| 수니 이슬람        | 수니 이슬람        |                    | 82.16%             | 82.16%             |
| 시아 이슬람        | 시아 이슬람        |                    | 10.83%             | 10.83%             |
| 기독교             | 기독교             |                    | 6.49%              | 6.49%              |
| 기타               | 기타               |                    | 0.52%              | 0.52%              |

2014년 이슬람교도는 시돈 유권자 등록자의 92.99%를 차지했고, 기독교도는 6.49%를 차지했다. 유권자의 82.16%는 수니파 무슬림이었고, 10.83%는 시아파 무슬림이었다.
시돈 인구의 압도적인 대다수는 이슬람 수니파에 속하며, 소수의 시아파와 기독교인이 있다. 시돈은 시돈과 데르 엘 카마르의 그리스 멜키트 가톨릭 대주교좌이며, 역사상 상당한 가톨릭 인구를 수용해 왔다. 시돈은 또한 시아파 아야톨라의 남부 레바논 본거지이다.
1930년대, 레바논이 여전히 프랑스 위임통치 하에 있을 때, 시돈은 레바논에서 가장 많은 유대인 인구를 보유했는데, 이는 베이루트의 3,060명에 비해 3,588명으로 추정되었다. 그러나 1990년대 말까지 대부분의 유대인 인구는 이주하여 그들의 묘지와 다른 유적지들은 방치된 상태로 남겨졌다.

## 주요 관광지

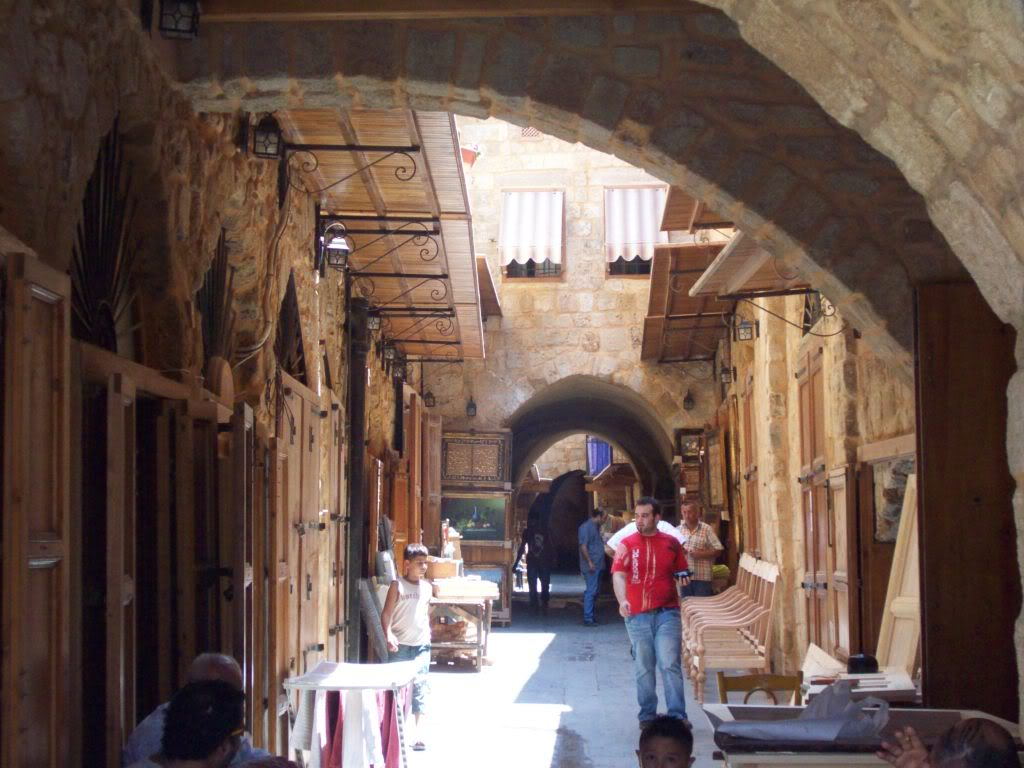
옛 시장 골목길

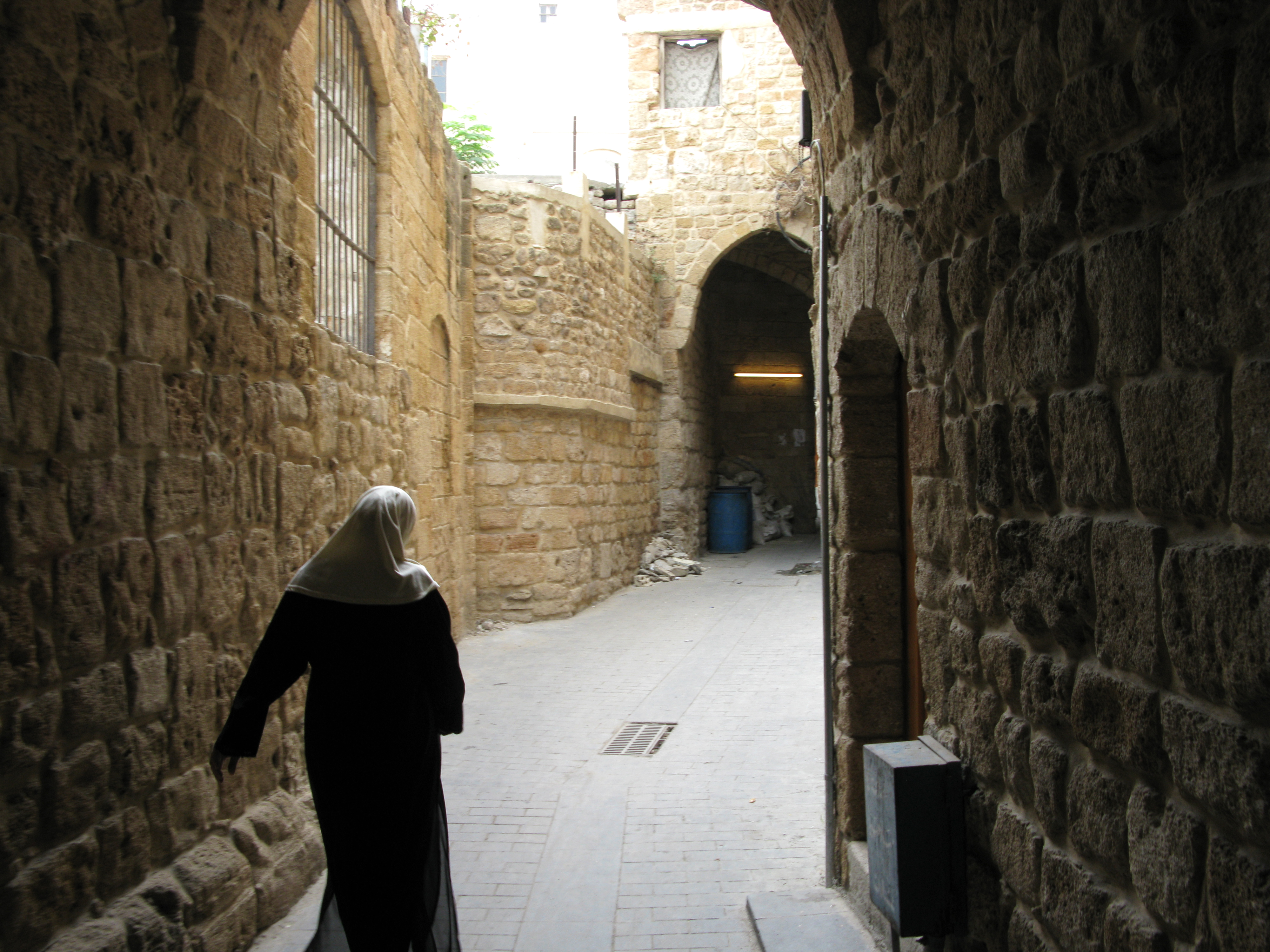
시돈 구시가지의 골목길

- 시돈 해상 성채, 13세기 초 예루살렘 왕국 십자군이 건설한 요새. 시돈 항구 근처에 위치.
- 시돈 비누 박물관. 이 지역의 비누 제조 역사와 다양한 제조 단계를 보여준다.
- 칸 알-프랑지 (캐러밴서라이), 16세기에 건설된 복합 건물로, 17세기에 파흐레딘 2세 에미르의 공로로 잘못 알려졌다. 유럽과의 무역 발전을 위해 프랑스 상인과 상품을 수용하면서 그 이름을 얻었다. 넓은 직사각형 안뜰과 중앙 분수, 그리고 지붕이 있는 회랑으로 둘러싸인 전형적인 칸이다.
- 데반 팔레스, 1721년에 지어진 유서 깊은 저택으로, 아랍-오스만 건축 양식의 예시이다.[53] 이 빌라는 18세기에는 함무드 가문에 의해, 그리고 19세기 말과 20세기 초에는 유명한 오스만 귀족 아바자 가문의 일원들에 의해 점유되었다. 1층의 금고는 원래 빌라 주민들의 마굿간이었으나, 이후 옛 시장의 일부로 상점으로 바뀌었고, 최근까지 아바자 가문과 연관되어 알려졌다.
- 생 루이 성, 13세기에 십자군이 파티마 칼리프 알 무이즈가 세운 요새 유적 위에 건설했다. 옛 시장 남쪽, 무렉스 언덕 근처에 위치한다.
- 에슈문 신전, 페니키아 치유의 신에게 봉헌되었다. 기원전 7세기에 지어졌으며, 시돈 북쪽 아왈리 강 근처에 위치한다.
- 시돈의 영국 전쟁 묘지. 1943년 조지 6세 폐하의 영국군이 1941년 비시 프랑스군과의 전투 후 레바논을 점령하면서 개장했다. 원래는 점령군에서 복무 중 사망한 장병들을 위한 매장지였으나, 이후 1941년 전역의 희생자들 중 일부의 무덤이 다른 묘지나 인근 고립된 위치에서 이 묘지로 이전되었다. 이 묘지에는 현재 제2차 세계 대전 코먼웰스 전사자 176명과 다른 국적의 전사자 9명의 묘지가 있다. G. 베이가 설계했다. 아마도 현대 시돈에서 우아하게 유지 관리되는 유일한 정원일 것이다. 공개 정원은 아니지만, 관리인이 문을 열어줄 때 방문할 수 있다.[54]

## 교육
시돈에는 공립 초등학교부터 사립 대학교에 이르는 수많은 교육 시설이 있다. 2006년 연구에 따르면, 이 도시는 총 18,731명의 학생을 가르치는 29개의 학교가 있는데: 37%는 공립 학교, 63%는 사립 학교에 재학 중이다. 시돈에는 또한 10개의 대학교가 있으며, 이 중 5개는 사립 대학교이다.
| 대학교                   | 학부                     | 유형 |
| ------------------------ | ------------------------ | ---- |
| 레바논 국제 대학교 (LIU) | 해당 없음                | 사립 |
| 레바논 대학교 (LU)       | 법학, 정치학 및 행정학부 | 공립 |
| 성 요셉 대학교 (USJ)     | 해당 없음                | 사립 |
| 레바논 미국 대학교 (AUL) | 해당 없음                | 사립 |
| 알-지난 대학교           | 해당 없음                | 사립 |
| 레바논 대학교 (LU)       | 공중보건학부             | 공립 |
| 레바논 대학교 (LU)       | 문학 및 인문학부         | 공립 |
| 레바논 대학교 (LU)       | 사회과학연구소           | 공립 |
| 미국 과학 기술 대학교    | 해당 없음                | 사립 |
| 레바논 미국 대학교       | 해당 없음                | 사립 |
| 레바논 대학교 (LU)       | 기술 연구소              | 공립 |

## 고고학
이 지역의 다음 고고학 유적지들은 아주 이른 선사 시대부터의 정착지들을 나타낸다.
시돈 I, II, III는 선사 시대 유적지이며, 시돈 I은 초기 청동기 시대부터 시작된 고대 시돈의 텔이다.
시돈 I은 도시 동쪽, 제진으로 가는 도로 남쪽에 위치한 고고학 유적지이다. P. E. 지게가 발견한 부싯돌 도구 집합체는 기원전 3800년에서 3200년 사이로 추정된다. 이 유물군에는 한쪽은 연마되고 다른 한쪽은 박편 처리된 좁은 도끼나 끌이 포함되어 있었는데, 이는 아인 셰이크, 나흐르 자흐라니, 젤랄 엔 나무스에서 발견된 것과 유사하다. 이 유물군은 베이루트 미국 대학교 고고학 박물관에서 사라진 것으로 보인다.
시돈 II는 "교회 근처"에 있으며 약 해발 50미터 지점에 위치한다고 한다. P. E. 지게는 이 유적지 표면에서 발견된 유물이 아슐 문화 시대로 거슬러 올라간다고 주장했다.
시돈 III는 1920년대 에마뉘엘 파스마르가 발견했으며, 현재 "비행장 캠프"라고 표시된 베이루트 국립박물관에 소장된 유물들을 수집했다. 여기에는 신석기 시대 후기 유물일 수 있는 대형 부싯돌과 각암 양면 가공 도구가 포함되어 있다.
시돈 IV는 고대 시돈의 텔 언덕으로, 초기 청동기 시대 ( 기원전 3200년c.) 퇴적물이 있으며, 현재는 파괴된 생 루이 성과 고대 로마 극장 유적으로 추정되는 곳 아래에 위치한다.

### 청동기 시대 도시 및 왕국

#### 시돈 시 (시돈 IV 유적지)
이 파괴된 십자군 성 근처 지역에서 최근 발굴 조사를 통해 암반 위에 후기 초기 청동기 시대 I (EB I) 정착지가 발견되었다. 이곳에서는 EB I부터 EB III까지 끊기지 않는 연대기가 발견되었다. 가정 시설과 무덤으로 구성된 소박한 기원전 3천년기 정착지도 발견되었다. 그러나 시돈의 다음 역사는 아직 명확히 밝혀지지 않았다. 중기 청동기 시대 (MBA) 시돈의 위치, 범위, 중요성에 대해서는 최근까지 거의 알려진 바가 없었다.

#### 텔 엘-부라크 MBA 정착지
21세기 초부터 텔 엘-부라크 발굴은 이 지역에서 중요한 기여를 했다. 텔 엘-부라크가 MBA 동안 활발한 정착지였고, 상당히 잘 보존되어 있었기 때문이다. 텔 엘-부라크는 시돈에서 남쪽으로 9km 떨어진 해안을 따라 위치해 있다. 이전에는 청동기 시대 초기 말부터 시돈이 역사 문헌에 처음 언급된 기원전 2천년기 중반까지 이 해안 지역 전체의 역사에 큰 공백이 있었다.

#### MBA 시돈 왕국
고고학자들은 시돈이 MBA 시대에 분명히 큰 세력 중심지였으며, 상당한 영토를 통제했다고 판단했다. 따라서 엘-부라크와 주변의 많은 지역을 통제했던 "시돈 왕국"이 존재했던 것으로 보인다.

### 발굴 역사
시돈 주변 지역에는 여러 중요한 네크로폴리스가 있다(아래는 연대순이며, 주요 발굴자 포함).
- 다케르만 (로저 사이다, 1968–1969)
- 탐부릿 (사이다, 1977)
- 마가렛 아블론 (에메 페르티에, 1855; 에르네스트 르낭, 1864; 조르주 콩트노, 1920)
- 아야 (윌리엄 킹 에디, 1887; 오스만 함디 베이, 1892; 콩트노, 1920)
- 아인 알힐웨 (찰스 커틀러 토리, 1919–1920)
- 엘-메라 (콩트노, 1920)
- 크라예 (콩트노, 1920)
- 알문 (콩트노, 1924)
- 엘-하라 (테오도르 마크리디, 1904; 콩트노, 1924)
- 마가렛 아블론, 그리스-로마 부분 (르낭, 1864; 콩트노, 1914–1924)
- 헬랄리에/바라미에/마르 엘리아스 (윌리엄 존 뱅크스, 1816; 르낭 1864; 콩트노, 1914; M. 뮤드락 & L. 알바네즈, 1938–1939)

시돈 구시가지가 고고학 탐사, 특히 19세기 탐사에서 얼마나 중요했는지 보여주는 지표로, 1860년 10월 유명한 프랑스 학자 에르네스트 르낭은 레바논에서 고고학적 임무를 맡았는데, 여기에는 시돈의 고대 유적지 발굴도 포함되었다. 그가 발견한 페니키아 비문과 그의 현장 자료는 결국 그의 노트인 『페니키아 원정』 (1864–1874)에 출판되었다.
생 루이 성 성터는 1914-1920년에 프랑스 팀에 의해 발굴되었다. 그 후 동쪽으로 1960년대에 또 다른 프랑스 탐사단에 의해 새로운 유적지가 발굴되었다. 이 유적지는 1998년에 레바논 문화재총국이 대영박물관에 고고학 연구를 위해 특별히 지정된 이 지역에 대한 발굴을 시작할 권한을 부여하면서 다시 주목받았다. 그 결과 특히 도자기 연구에 중점을 둔 논문들이 출판되었다.
고고학 현장 조사는 레바논 독립 이후 완전히 이루어지지 않았다. 주요 발굴물은 베이루트 국립 박물관에 전시되어 있다. 현장 조사는 오랜 내전 기간 동안 중단되었으며, 현재는 소극적이고 느린 규모로 재개되었지만, 대규모 국제 탐사나 전문 지식은 포함되지 않고 있다. 아마도 이는 이 도시 당국의 문화적 관심 부족과 현대 생활에서 주목할 만한 지적 활동의 거의 부재를 나타내는 것일 수도 있다. 지역 주민들이 중세 건축물의 가치를 인식하기 시작했다는 징후는 있지만, 이는 비블로스의 경우처럼 조직적인 공동 노력으로 복원되지 않고 사소한 개인적인 계획에 국한되어 있으며, 시돈의 오래된 지역은 오래된 고대 건축물의 풍부한 유산을 가지고 있음에도 불구하고 그렇다.
2024년 이스라엘의 레바논 침공 동안, 유네스코는 피해로부터 문화유산을 보호하기 위해 시돈의 고고학 유적지를 포함한 레바논의 34개 문화 유적지에 강화된 보호 조치를 취했다.

## 성경 속 시돈

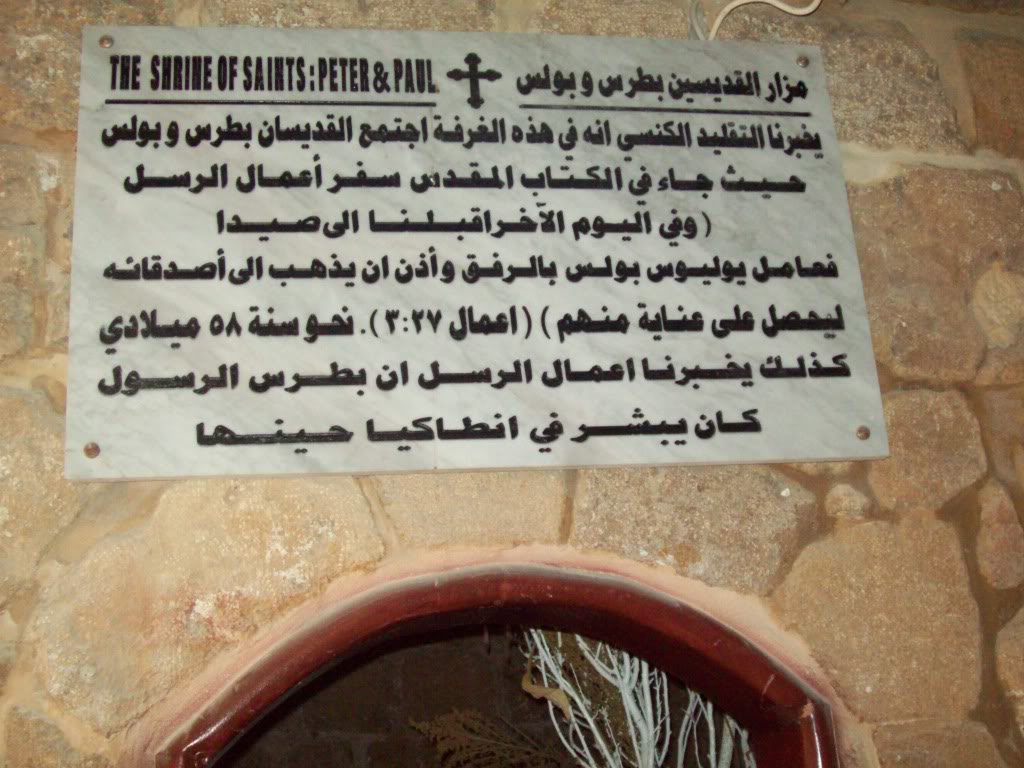
옛 시가지 안에 있는 베드로와 사도 바울의 마지막 만남 장소를 기념하는 성지

### 히브리어 성경/구약
히브리어 성경은 여러 구절에서 시돈(צִידוֹן‎)을 언급하고 있다:
- 노아의 손자 가나안의 "맏아들"에게서 그 이름이 유래했다.[64]
- 즈불룬 지파는 시돈에 접경했다.[65][66]
- 가나안 해안에 있는 페니키아인들의 첫 고향이었으며, 광범위한 상업 관계로 인해 "위대한" 도시가 되었다.[67]
- 티레의 어머니 도시였다. 아셀 지파의 제비뽑기 범위 안에 있었으나, 결코 정복되지 않았다.[68]
- 시돈 사람들은 오랫동안 이스라엘을 억압했다.[69]
- 다윗 시대부터 그 영광이 쇠퇴하기 시작했고, 그 "처녀 딸"인 티레가 그 우월한 위치를 차지했다.[70]
- 솔로몬은 시돈 사람들과 혼인 동맹을 맺었고, 그리하여 그들의 우상 숭배 방식이 이스라엘 땅에 자리 잡았다.[71]
- 이제벨은 시돈 왕 잇토바알 1세의 딸이었다.[72]
- 제조품과 예술, 그리고 상업으로 유명했다.[73]
- 선지자들이 자주 언급한다.[74]
- 엘리야는 시돈에 머물면서 기적을 행했다.[75]

### 신약 성경
- 예수님은 티레와 시돈의 지역 또는 "해안"(킹 제임스 성경)을 방문하셨고,[76] 이 지역에서 많은 사람들이 주님의 설교를 들으러 나왔다.[77] 이는 마태복음 11장 21-23절에서 코라진과 베싸이다와 극명한 대조를 이룬다.[78] 시돈과 티레 지역 해안에서 일어난 시로페니키아 여인의 딸을 고치는 사건을 보라. 그 후 주님은 티레 지역에서 돌아와 시돈을 거쳐 갈릴래아호 근처 데카폴리스 지역으로 가셨다.[79]
- 카에사레아 마리티마를 떠난 후 배가 정박한 시돈에서 바울은 마침내 로마로 항해했다.[80]

## 고대 신화 속 시돈
- 페니키아 역사가 산쿠니아톤에 의해 저술된 기록에 따르면 시돈은 네레우스의 아들 폰토스의 딸이다. 그녀는 자신의 목소리에서 나오는 감미로움으로 처음으로 노래를 발명했다고 전해진다.

## 화보

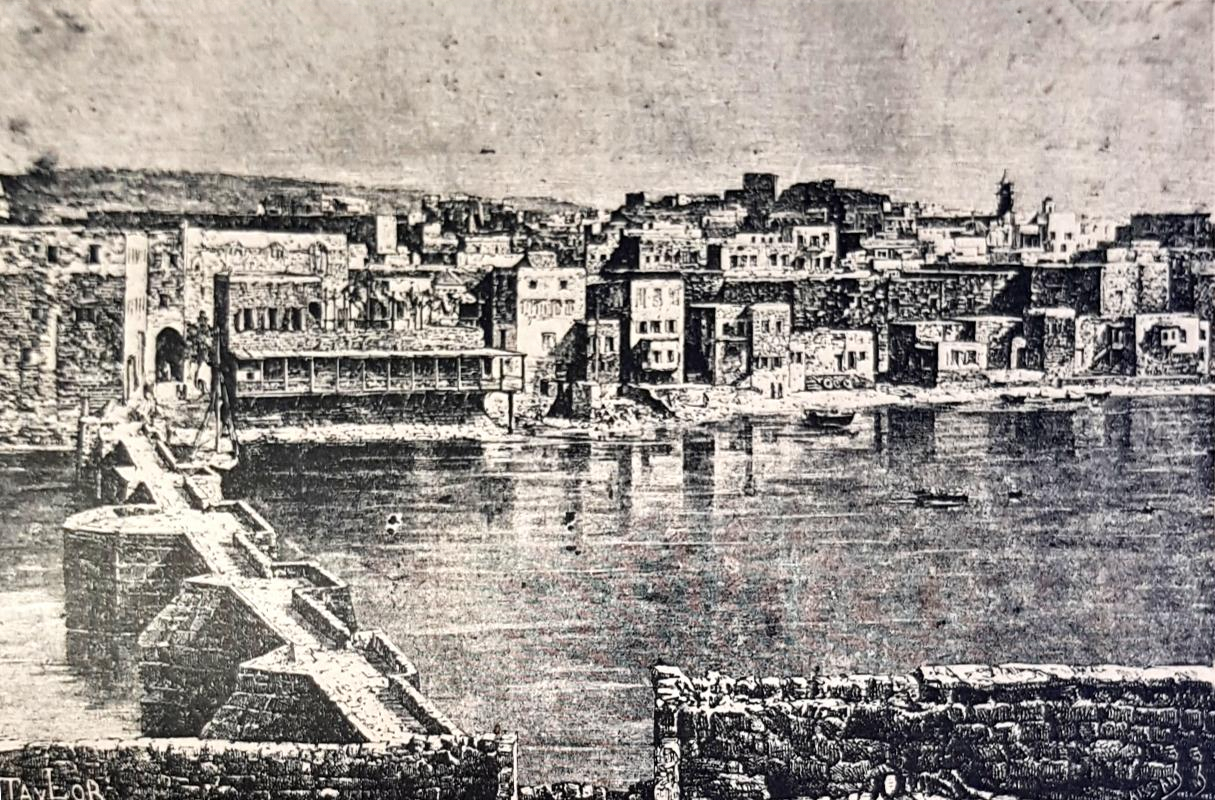
19세기 시돈 항구
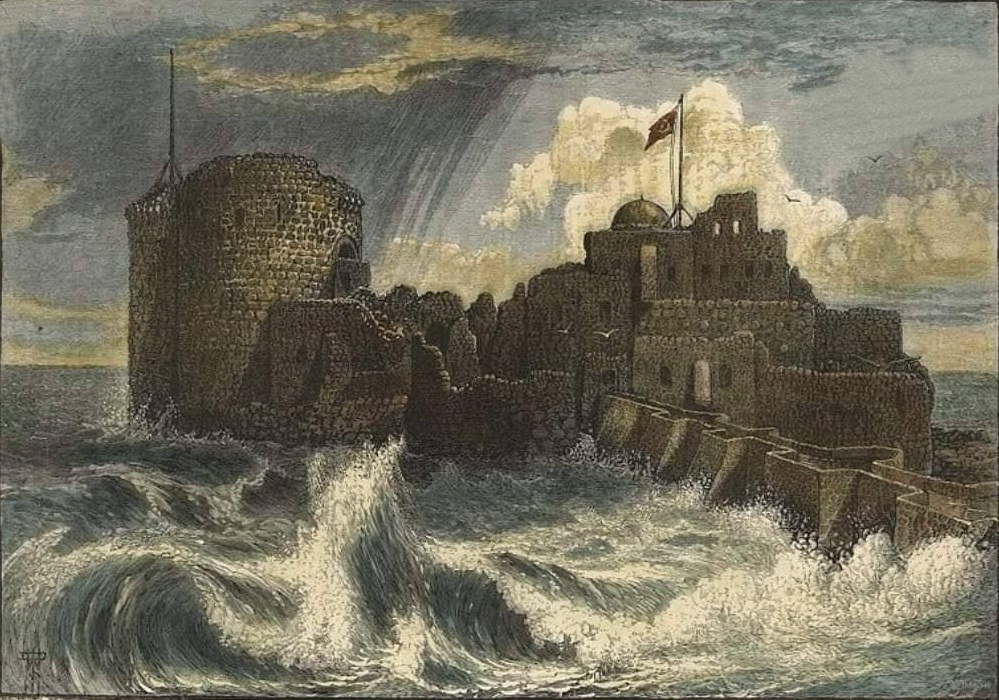
사이다의 성과 항구, 고대 시돈
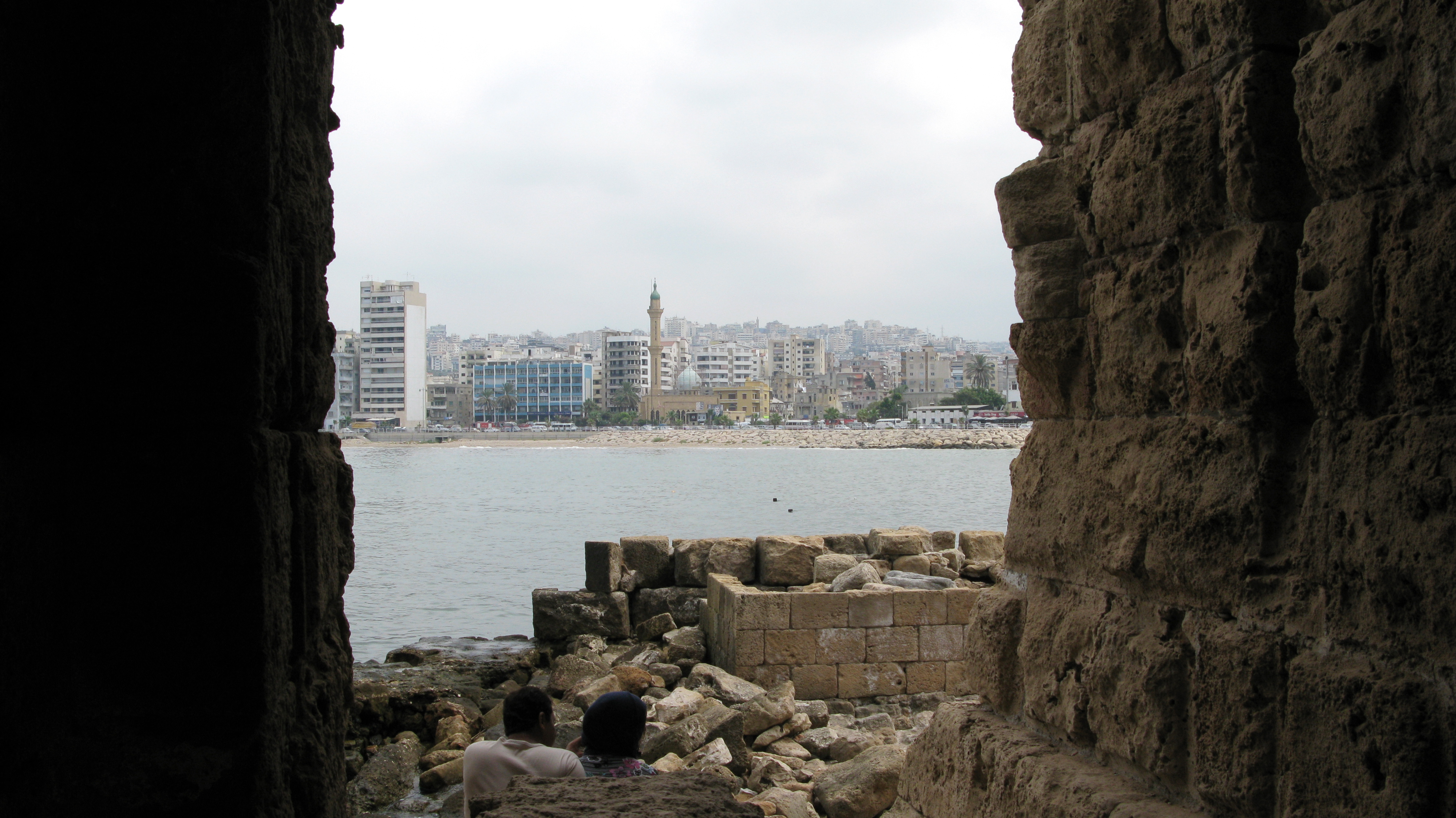
시돈 성
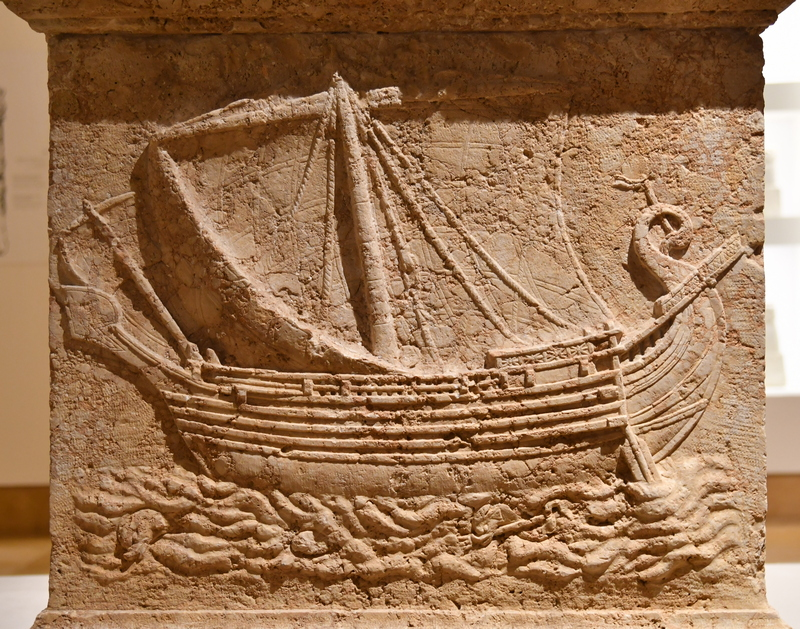
시돈, 배 모양 석관 부조
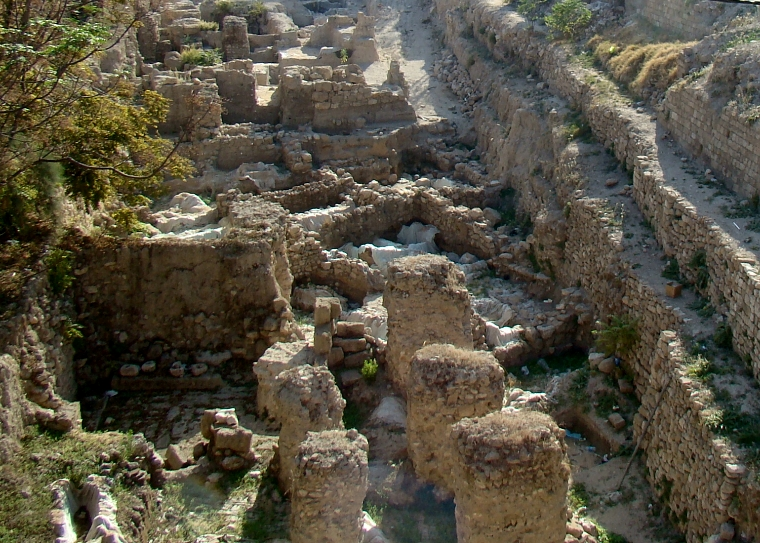
시돈 칼리지 부지
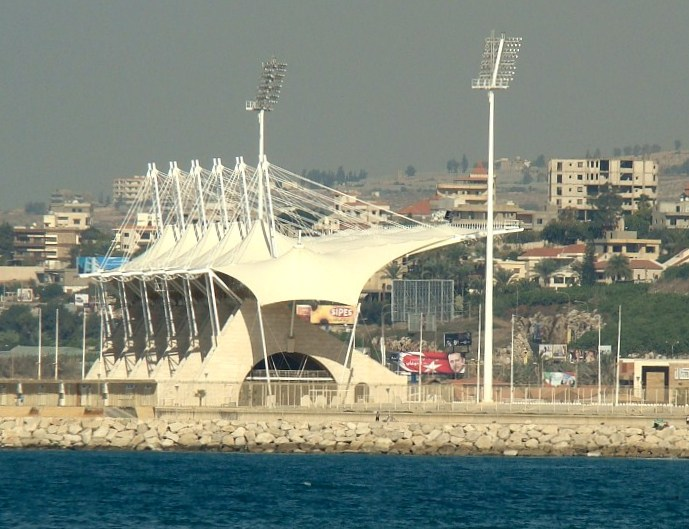
시돈 스타디움
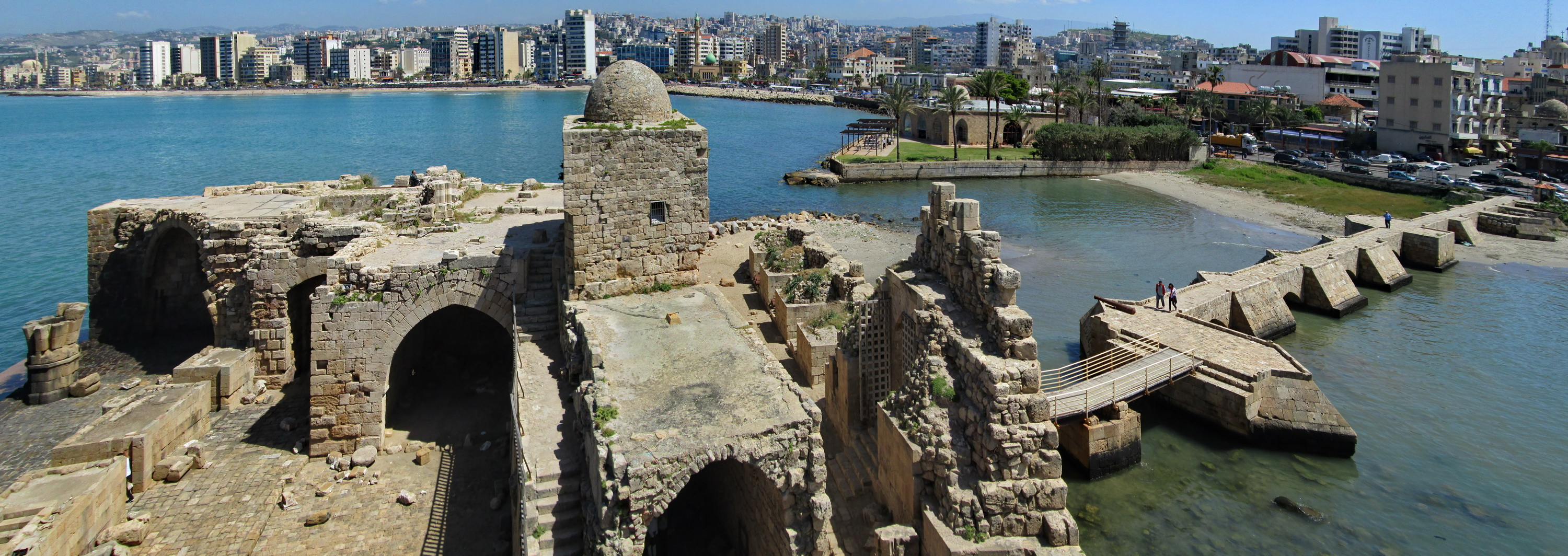
시돈, 레바논, 파노라마
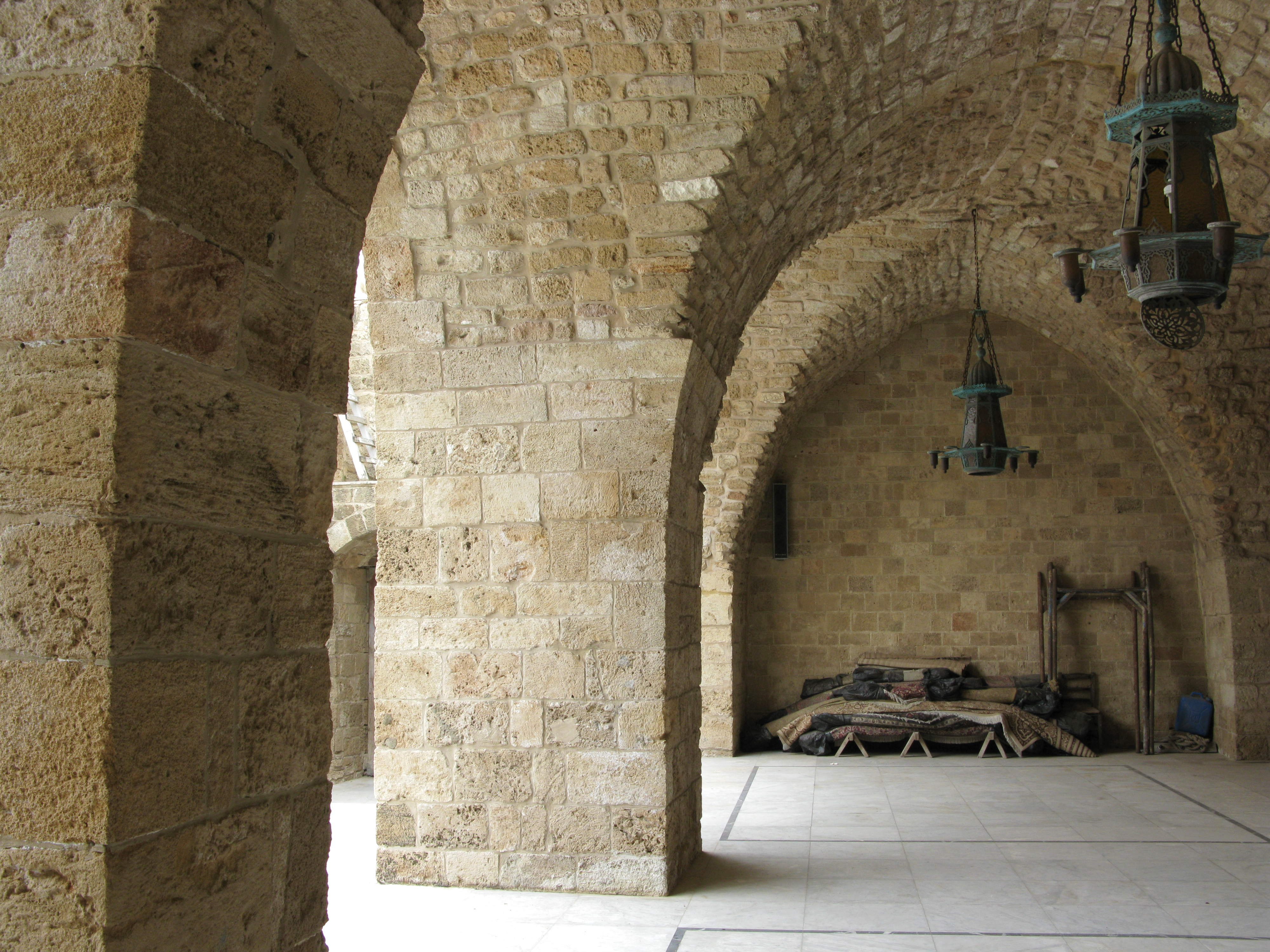
시돈 모스크
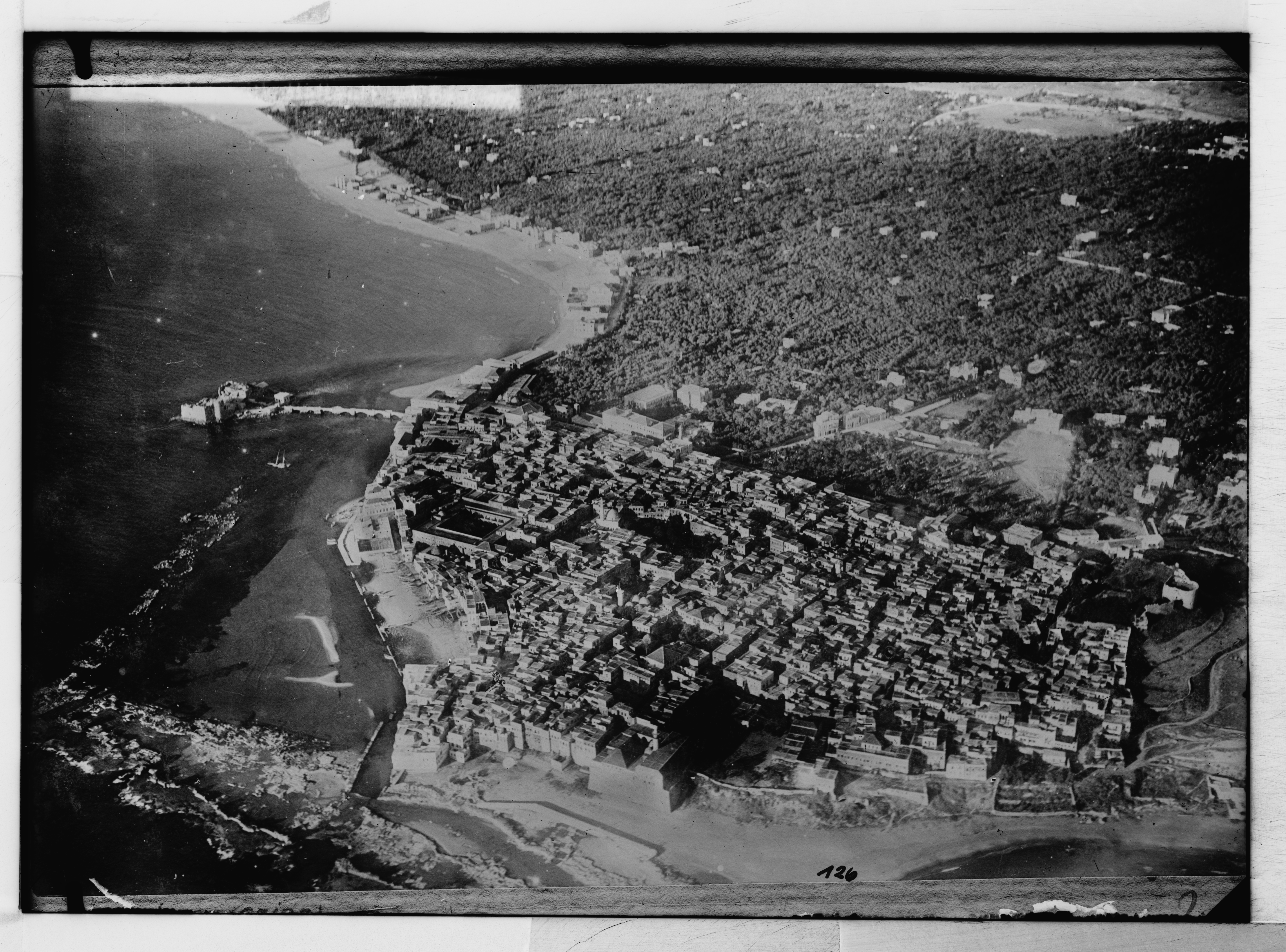
صيدا - صورة جوية قديمة
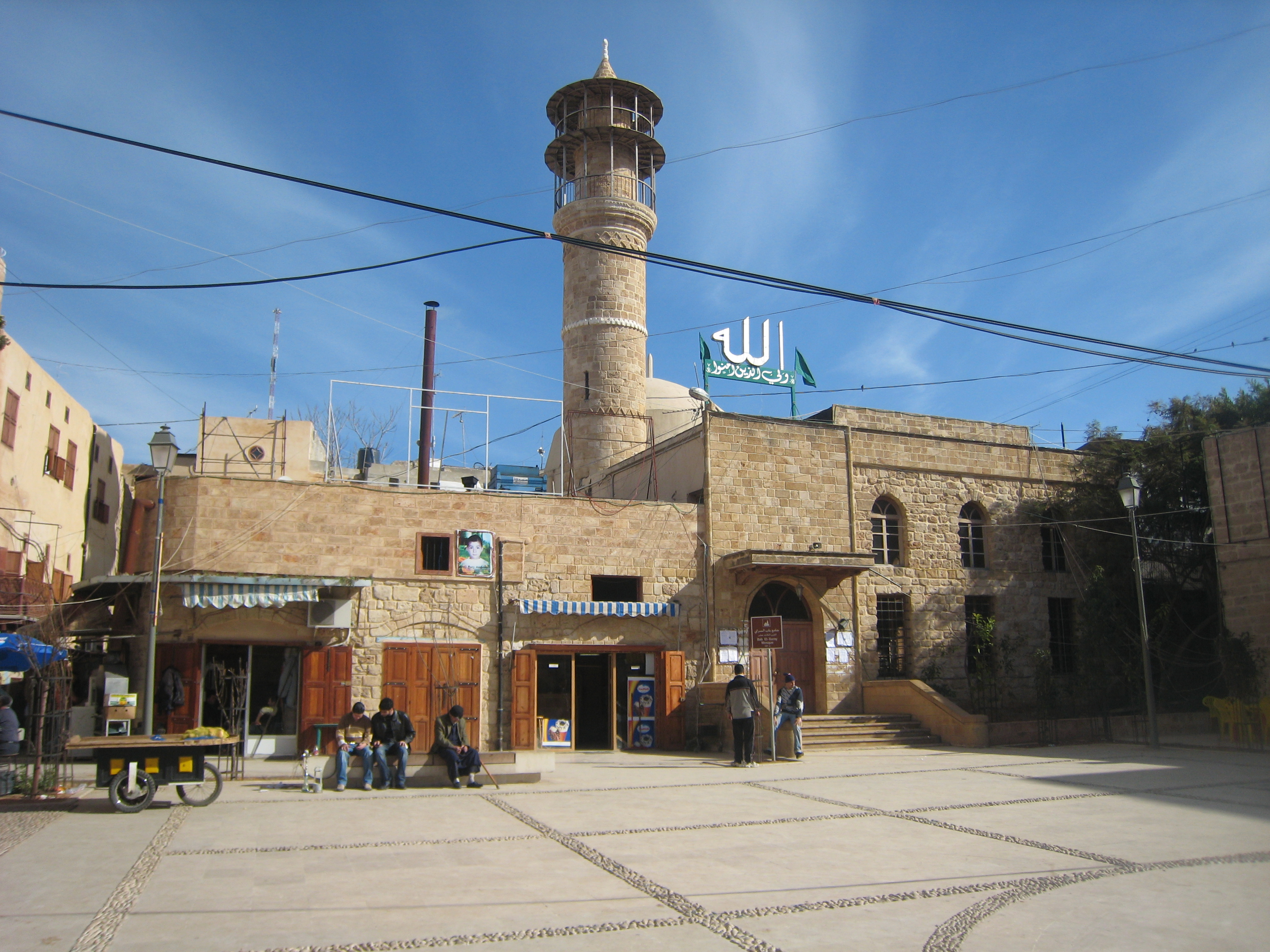
모스크
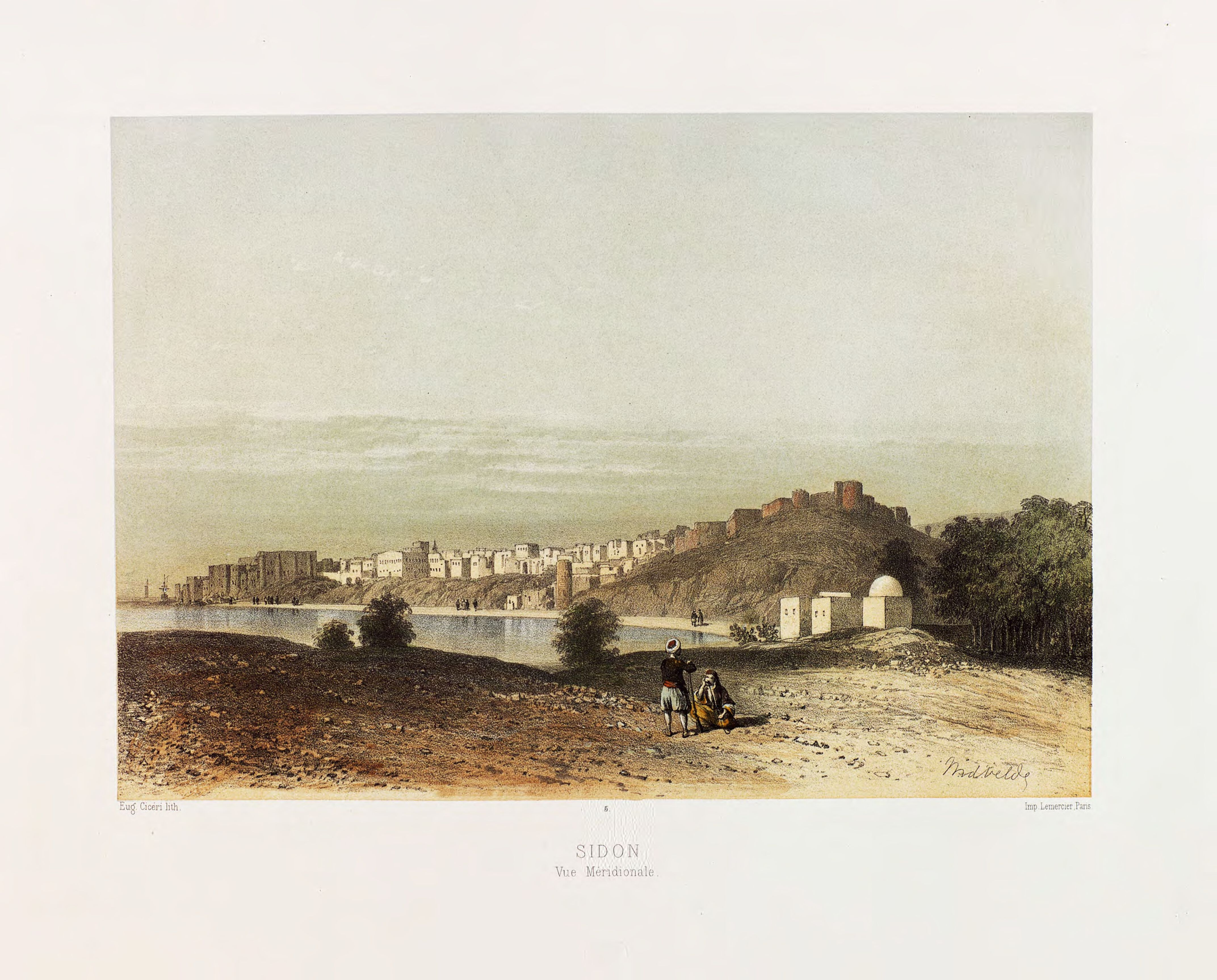
시돈, 남쪽에서 본 전경
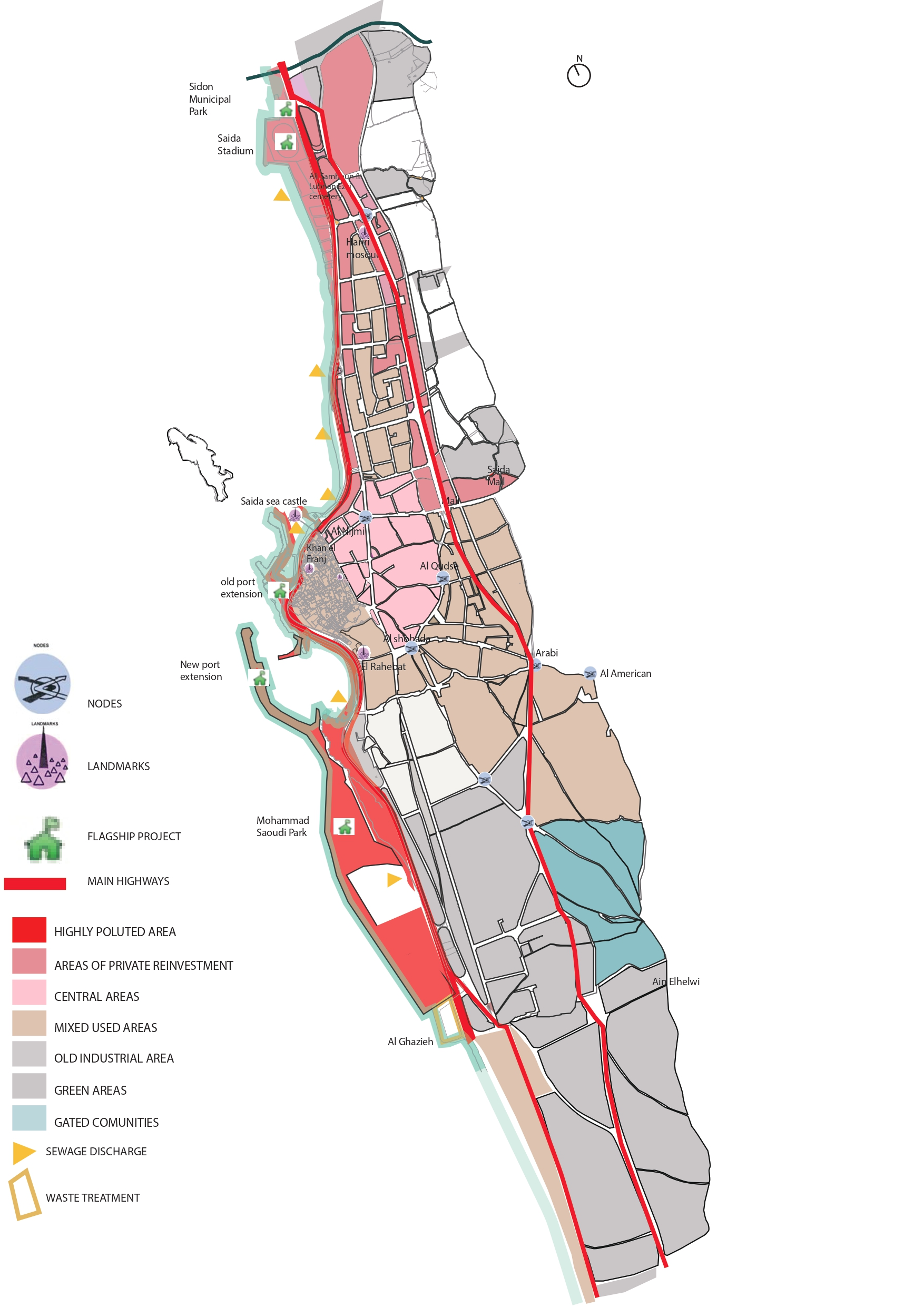
시돈 지구 지도

## 국제 관계

### 자매 도시
- 주글로, 헝가리
- 콘스탄차, 루마니아
- 소피아, 불가리아
- 소치, 러시아

## 저명한 인물

### 고대 및 근세 시대
연대순 목록.
- 에우마이오스, 그리스 신화의 등장인물. 호메로스의 작품에서 에우마이오스는 자신의 아버지가 왕이었던 시돈에서 어린 시절 납치당했다고 말한다.
- 시돈의 안티파테르 (기원전 2세기), 시인
- 시돈의 제논 ( 기원전 150년 – c. 기원전 75년c.), 시돈에서 태어난 에피쿠로스 철학자
- 시돈의 도로테우스 (기원전 1세기) 시돈과 연관된 그리스 점성술사
- 시돈의 보이토스 ( 기원전 75년 – c. 기원전 10년c.), 소요학파 철학자
- 티베리우스 율리우스 아브데스 판테라, 19세기에 독일에서 발견된 그의 무덤에 따르면 시돈에서 태어난 로마 병사
- 제노비오와 그의 여동생 제노비아, 서기 290년경 디오클레티아누스 황제 치하에서 처형된 초기 기독교 순교자
- 에우티미오스 사이피 (1643–1723), 시돈과 티레의 멜키트 가톨릭 주교
- 유수프 알-아시르 (1232 AH = 1817 AD 출생; 1307 AH = 1889 AD 사망), 파키흐, 이슬람 학자, 작가, 시인, 언어학자, 언론인

### 현대 시대
- 파이자 아흐메드 (알-라와스), 이전에 이집트에서 활동했던 아랍 가수
- 아피프 알-비즈리 (아피프 엘-비즈리), 나세르 시대 시리아-이집트 공화국 연합 당시 높은 군사적 지위와 정치적 위상을 가졌던 시리아군 참모총장 역임.
- 레몽 오디, 국제 은행가, 레바논 정부의 전 난민부 장관 (원래 팔레스타인 출신)
- 무스바흐 바알바키, 현대 남성 벨리 댄서
- 나지흐 엘 비즈리, 오랜 정치인: 1952년부터 1959년까지 시돈 시장, 1953년부터 1958년, 1972년부터 1992년까지 레바논 국회의원. 1955년부터 1956년, 1972년부터 1973년, 1980년부터 1982년까지 레바논 보건부 장관 및 사회부 장관.
- 히샴 엘-비즈리, 영화감독, 프로듀서, 교수
- 나데르 엘-비즈리, 철학자, 건축가
- 리아드 엘 비즈리의 네 아들:
  - 아흐마드 엘-비즈리, 살라흐 에딘 엘-비즈리 (1937년부터 1951년까지 시돈 시장. 1951년부터 1953년까지 국회의원), 에제딘 엘-비즈리, 안와르 엘-비즈리.
- 바히아 하리리, 레바논 정부의 전 교육부 장관이자 자선사업가
- 라피크 하리리, 전 총리, 억만장자이자 국제 사업가
- 바하아 하리리, 국제 사업가이자 억만장자, 라피크 하리리의 아들
- 사드 하리리, 레바논의 최연소 전 총리
- 아흐마드 히자지 (1994년생), 네팔 클럽 단가디 소속 레바논 축구 선수[81]
- 아델 오세이란, 현대 레바논의 공동 창립자, 저명한 레바논 정치인, 전 레바논 의회 의장이자 레바논 공화국의 건국 아버지 중 한 명.
- 모하마드 오세이란 셰이크, 시돈의 자파리 무프티
- 알리 오세이란, 국회의원이자 전 장관
- 마루프 사아드, 국회 시돈 대표 역임 및 인민 나세르당 창립자
- 푸아드 시니오라, 전 레바논 총리, 재무부 장관, 국회의원
- 리아드 솔흐, 레바논의 전 총리
- 사미 솔흐, 레바논의 전 총리
- 폴 왓킨스 (1950년생), 전 맨슨 패밀리 멤버; 어린 시절 시돈에서 거주 (1990년 사망)
- 후세인 제인 (1995년생), 레바논 축구 선수[82]

## 같이 보기
- 압달로니모스
- 아마르나 서한 EA 144
- 시돈의 왕
- 아야 왕실 묘지
- 에슈문아자르 2세 석관
- 시돈 에얄레트
- 시돈 미트라에움
- 에슈문 신전

## 내용주
1. ↑  에슈문아자르 2세 석관 비문 18-20행 참조.
2. ↑  페니키아 도시들의 영토는 연속적이지 않을 수 있었다. 따라서 시돈에 속한 도르와 야파의 땅과 도시는 티레 시에 의해 시돈과 분리되어 있었다.[21]

## 더 읽을거리
- 마리아 에우헤니아 아우베트 (2001). 『페니키아인과 서방: 정치, 식민지, 무역』. 2판. 메리 터튼 번역. 영국 케임브리지: 케임브리지 대학교 출판부.
- 글렌 마코 (2000). "페니키아인". 2권: 과거의 사람들. 캘리포니아 버클리: 캘리포니아 대학교 출판부.
- 사바티노 모스카티 (1999). 『페니키아 세계』. 런던: 피닉스 자이언트.